# سوسة فراشية سوداء الرأس
سوسة فراشية سوداء الرأس (الاسم العلمي:Tinea nigriceps) هي نوع من الحشرات تتبع جنس السوسة الفراشية من فصيلة السوسيات الفراشية.